# Liste des intendants de la généralité de Poitiers
La Généralité de Poitiers est la circonscription des intendants du Poitou, leur siège est Poitiers.
Les intendants de police, justice et finances sont créés en 1635 par un édit de Louis XIII, à la demande de Richelieu pour mieux contrôler l'administration locale.

## Liste des intendants de la généralité de Poitiers
| Date                | Nom |
| ------------------- | --- |
| 1615                | Mangot intendant de justice de Poitiers, conseiller d'État |
| 1616                | Jean Bochart de Champigny seigneur de Champigny, de Noroy intendant de justice de Poitiers, conseiller d'État |
| 1617                | de Montholon intendant de justice de Poitiers |
| 1623                | Denis Amelot de Chaillou intendant des provinces de Poitou, Saintonge, Aunis et de La Rochelle |
| 1628                | Gaspard Coignet de La Thuilerie intendant de Poitou, Saintonge et Aunis |
| 27 mars 1635-1644   | François de Villemontée intendant de Poitou, Angoumois, Saintonge, Aunis, ville et gouvernement de La Rochelle, Brouage et îles d’entre Loire et Garonne Il a été évêque de Saint-Malo (1658-1670) |
| 1er avril 1644-1650 | René de Voyer de Paulmy d'Argenson intendant des provinces de Poitou. Saintonge et Angoumois, pays d’Aunis et îles adjacentes Il est ensuite ambassadeur de France à Venise où il meurt |
| 1653-1658           | Bernard de Fortia IV (1624-20 October 1694) seigneur du Plessis Claireau and du Plessis Fromentières conseiller au parlement de Normandie en 1642, maître des requêtes en 1649, il est en même temps intendant de La Rochelle et d'Aunis. Il a été intendant de Bourges et intendant d'Orléans (1659-1664) et intendant d'Auvergne (1664-1669) : doyen des maîtres de requêtes |
| 1658-1663           | Claude Pellot seigneur de Port-David et de Sandars intendant de la généralité de Grenoble (1656-1658), intendant des généralités de Poitiers et de Limoges (1658-1664), intendant de Bordeaux et de Montauban (1664-1669) |
| 1663-1665           | Charles Colbert de Croissy seigneur de Croissy, de Torcy et de Collégien Piscop Il a été président du Conseil souverain d'Alsace, intendant de Lorraine (1662), intendant de Metz (1663), intendant des généralités de Poitiers et Tours qui ont été réunies provisoirement il est intendant de la province de Picardie, Boulonnais, Artois et pays reconquis en 1665, et, en même temps, intendant de la généralité de Soissons. Il a partagé sa vie officielle entre l'administration et la diplomatie. Il est un frère cadet de Jean-Baptiste Colbert |
| 1665-1669           | Jacques-Honoré Barentin seigneur d’Hardivilliers, Maisoncelles, les Belles-Ruries, et autres lieux intendant des généralités de Poitiers et Limoges |
| 1669-1672           | Pierre Rouillé du Coudray ( -25 septembre 1678) seigneur du Coudray du Plessis conseiller au Grand Conseil en 1646, Il est ensuite intendant de la province de Picardie (1672-1674) |
| 1672-1673           | Thomas Hue de Miromesnil seigneur de Miroménil, Laroque, Laringy |
| 1673-1682           | René de Marillac seigneur d'Ollainville |
| 1682-1685           | Nicolas de Lamoignon de Basville (1648-1724) comte de Launay-Courson, seigneur de Bris, Vaugrigneuse, Chavagné Il a été ensuite intendant du Languedoc (1685-1718) |
| 1685-1689           | Nicolas-Joseph Foucault (1643-1721) marquis de Magny Il a été intendant de Montauban en 1674, de Pau en 1684, puis de Caen en 1689 |
| 1689-1690           | Antoine de Ribeyre ( -1712) seigneur d’Opme intendant du Limousin en 1671, de intendant de Touraine en 1672 |
| 1690-1695           | Yves Marie de La Bourdonnaye (1653-1726) Marquis de La Bourdonnaye, vicomte de Coëtion Il a été ensuite intendant de la généralité de Rouen en 1695, puis de Bordeaux en 1700 et enfin intendant d'Orléans (1709-1713) |
| 1695-1703           | Gilles IV de Maupeou (1647-1727) comte d’Ableiges Il a été intendant d'Auvergne (1692-1695) puis intendant de la généralité de Moulins (1703-1707) |
| 1703-1705           | Anne Pinon vicomte de Quincy Il a été intendant de Pau (1697), intendant d'Alençon (1702), puis intendant de Bourgogne (1705-1710) |
| 1705-1708           | Jean-Charles Doujat ( -1726) conseiller au parlement de Metz en 1680, conseiller au Grand conseil en 1686, puis intendant de Hainaut en 1708, de Bordeaux en 1709, de Maubeuge en 1710, intendant de Moulins en 1721 |
| 1708-1713           | Nicolas-Etienne Roujault seigneur de Villemain Il a été successivement intendant du Berry, du Hainaut, puis de Normandie |
| 1713-1716           | Charles-Bonaventure Quentin seigneur de Richebourg |
| 1716-1728           | Jean-Baptiste des Gallois de La Tour seigneur de La Tour puis intendant de Bretagne (1728-1734) et intendant en Provence (1734-1744) |
| 1728-1731           | François de Baussan (1675-26 février 1740) seigneur de Richegrou, de Blanville, La Motte, La Picotière, et autres lieux maître des Requêtes en 1711, intendant d'Orléans (1731-1740), mort subitement au cours d'un voyage à Paris |
| 1732-1743           | Jean Le Nain (1698-1750) baron d’Asfeld par sa femme Il est ensuite intendant du Languedoc |
| 1743-1748           | Nicolas René Berryer (1703-1762) |
| 1748-1750           | Jean Louis Moreau de Beaumont (ou de Nassigny) (1715-1785) seigneur de Beaumont Il a été intendant de Franche-Comté (1750-1754) et intendant de Flandres en 1754 |
| 1751-1782           | Paul Esprit Marie de La Bourdonnaye (1716-1800) comte de Blossac, marquis du Tymeur Il est nommé intendant de Soissons avec son fils en 1784 |
| 1782-1784           | Charles Esprit Marie de La Bourdonnaye de Blossac (1753-1840) fils du précédent Il est nommé intendant de Soissons avec son père en 1784 |
| 1784-1790           | Antoine-François-Alexandre Boula de Nanteuil (1746-1816) seigneur de Mareuil, Saint-Clair, Lignères, Saint-Denis, La Grange-du-Mont, Nanteuil-lez-Meaux, Truet, Clermont |